# Skupnostni rezervat Anja
Skupnostni rezervat Anja je gozdno območje in sladkovodno jezero, ki leži ob vznožju velike pečine. V večjem delu rezervata prevladujejo padle skale in balvani, dve majhni jami pa nudita življenjski prostor netopirjem in sovam. Ta rezervat ima veliko zaščitenega habitata v gozdnem žepu, ki se je vzpostavil med velikimi skalami.
Rezervat je bil ustanovljen leta 2001 s podporo UNDP, da bi pomagal ohraniti lokalno okolje in divje živali ter zagotoviti dodatno zaposlitev in dohodek lokalni skupnosti.
Rezervat je dom največje koncentracije makijev ali obročastorepih makijev (Lemur catta) na vsem Madagaskarju. Ljudje, ki so verjeli, da se makija ne sme jesti, so jih prodajali tujcem. Ko pa so ugotovili, da 95 % makijev na Madagaskarju zdaj ni več, so ljudje dali pobudo za oblikovanje naravnega rezervata, s čimer so dejansko vzpostavili največje kongregacijsko mesto za makije na svetu. Zaradi velikega biološkega, kulturnega in naravnega pomena so znanstveniki predlagali možnost njegove vključitve na Unescov seznam svetovne dediščine.

## Lokacija
Rezervat je 13 km južno od Ambalavao, med mestoma Fianarantsoa in Ihosy, ob državni cesti 7, in je priljubljena postaja za organizatorje počitniških potovanj, ki potujejo med Antananarivo in jugom Madagaskarja.

## Na obisku pri Anji
Obiskovalci so dobrodošli, vendar morajo biti v spremstvu lokalnega vodnika. Obstajata dve glavni poti. Krajšo pot lahko opravite v približno eni do dveh urah, za daljšo bi potrebovali do šest ur, saj vključuje pohod na vrh gore. Veljajo pristojbine.

## Vzdrževanje
Rezervat vzdržuje društvo Anja Miray, lokalna skupina, ustanovljena kot odgovor na propadanje gozda. Pobuda združenja za ekoturizem pomaga financirati projekte skupnostnih del, povezanih z izobraževanjem in zdravjem, poleg ohranitvenih dejavnosti. Rast ekoturizma je pripomogla tudi k diverzifikaciji lokalnega gospodarstva, saj je spodbudila gojenje rib in drevesnice. Prej so gozdna zemljišča krčili za sajenje koruze, lemurje pa so lovili kot vir beljakovin. Združenje je prejelo podporo Razvojnega programa Združenih narodov (vključno z nagrado Equator leta 2012) in Globalnega okoljskega sklada.

## Divje živali
V rezervatu Anja živi približno 300 obročastorepih makijev (Lemur catta) in tri vrste kuščarjev:
- Androngo ali Madagaskarski pasasti kuščar (Zonosaurus madagascariensis)
- Katasataka ali Barbourjev dnevni gekon (Phelsuma barbouri)
- Madagaskarski legvan (Chalarodon madagascariensis)

Obročastorepi maki so navajeni obiskovalcev, zato se jim je za fotografiranje mogoče približati na nekaj metrov. Vendar je njihovo hranjenje, ki je bilo nekoč dovoljeno, danes prepovedano.
Pri Anji pogosto opazimo dve nenavadni vrsti svetivcev in lokalni vodniki bodo obiskovalce opozorili na te nenavadne žuželke, ko bodo šli mimo. Nimfe Flatida rosea se zbirajo v skupine in so prekrite z belimi voskastimi nitkami. Madagaskarska stenica (Zanna madagascariensis) ima belo voskasto prašno prevleko in velik oranžen gobec, podoben luči.

## Galerija
- Pogled na jezero iz rezervata
- Riževo polje blizu rezervata
- Oplurus grandidieri
- Obročastorepi maki
- Madagaskarska stenica (Zanna madagascariensis)
- Flatida rosea stenice (Flatidae)